# El color del dinero (novela)
El color del dinero (título original en inglés: The Color of Money) es una novela de 1984 del novelista estadounidense Walter Tevis. Es la secuela de su novela de 1959, El buscavidas. Fue su sexto y último libro antes de su muerte el año de su publicación.

## Sinopsis
La novela está ambientada en 1983. que se describe en este libro veintidós años después de que Fast Eddie derrotara a Minnesota Fats en Chicago. Eddie, que ahora tiene cincuenta años, dirige su propio salón de billar en Lexington, Kentucky. Está casado desde hace mucho tiempo, pero se está divorciando, y su exesposa se ha apoderado de la sala de billar y está vendiendo sus mesas. Eddie no ha jugado al billar desde hace muchos años, a pesar de que Burt Gordon, el jugador que lo había amenazado si continuaba jugando profesionalmente, murió hace mucho tiempo.
Después de que una productora de televisión por cable se le acercara para participar en una serie de partidos de exhibición con Fats, se encuentra con su antiguo némesis en los Cayos de la Florida. Fats, que ahora tiene sesenta y tantos años, tiene mala salud, pero es económicamente independiente y pasa sus días fotografiando pájaros y pescando. Eddie convence a Fats para que aparezca con él en los partidos. Fats se muestra reacio a hacerlo, pero acepta hacerlo por una tarifa más alta. Para conseguir la participación de Fats, Eddie acepta darle una porción de su parte de la tarifa. Se van de gira y Eddie recibe consejos de Fats en el camino. Fats le gana en todos los partidos.
Eddie conoce a Arabella, una mujer inglesa, que se muda con él. Con su apoyo, Eddie vuelve a jugar al billar, principalmente bola 9. Gana experiencia y confianza pero lucha por superar sus años de inactividad y su experiencia con las técnicas del pool puro, que es muy diferente. Fats le da a Eddie una lista de salas de billar de pueblos pequeños donde cree que Eddie puede ganar dinero. Eddie va de ciudad en ciudad, desafiando al mejor jugador en cada sala de billar. Gana, pero termina siendo engañado y golpeado por uno de ellos. Continúa sus partidos de exhibición con Fats y está mejorando. Fats muere justo antes de su último partido.
Eddie se desanima después de la paliza y consigue empleo en una universidad, dirigiendo un área de recreación para estudiantes que incluye una sala de billar. Odia el trabajo, así que con la ayuda de Arabella abre una tienda que vende arte popular. La tienda comienza de manera prometedora, pero es el objetivo de un joven local malicioso que le había hecho insinuaciones sexuales a Arabella, quien prende fuego a la tienda y destruye meticulosamente todo lo que hay en ella.
Eddie participa en un campeonato de nueve bolas en Lago Tahoe. Gana, superando a varios jugadores más jóvenes.

## Reacción crítica
Publishers Weekly calificó el libro de «tenso y evocador», y el Chicago Tribune dijo que «Tevis ha añadido algo de glamour, pero la determinación permanece».
The Washington Post calificó la novela como un «libro muy bueno» y dijo que desde el principio, «el ritmo entrecortado de la prosa y los personajes finamente dibujados atrapan al lector y no lo sueltan». El Post opinó que «Tevis escribe sobre el billar con poder, poesía y tensión. Infunde al deporte el mismo tipo de emoción del público que rodea una excelente carrera de caballos o un partido de fútbol. No es necesario que te guste el billar para que te guste este libro, para Apreciamos su sensación de vivir al límite».
En el Lexington Herald-Leader, el crítico Rick Bailey escribió: «Una vez más, como lo hizo hace años, Tevis se arriesga. Una vez más, cumple».

## Ediciones en español
La primera versión en español fue editada en 1987 por Ediciones Versal, con traducción de Jordi Mustieles (ISBN: 978-84-86311-69-8). Posteriormente, ha sido publicada por Bibliopolis/Malabares (ISBN: 978-84-15157-01-4), con nueva traducción a cargo de Rafael Merino en 2010.

## Adaptación cinematográfica
La novela fue adaptada a una película dramática de 1986 dirigida por Martin Scorsese a partir de un guion de Richard Price, basado en la novela de Tevis. La película difiere mucho de la novela en términos de trama y no presenta al personaje de Minnesota Fats. Aunque Tevis fue el autor del guion de la película, habiendo adaptado la historia directamente de su novela, los realizadores decidieron no utilizarlo y, en cambio, elaboraron una historia completamente diferente bajo el título de Tevis. A excepción del personaje de Felson, ninguno de los personajes de la novela aparece en la película, y excepto él, los personajes de la película no están en la novela.
La película está protagonizada por Paul Newman y Tom Cruise, con Mary Elizabeth Mastrantonio, Helen Shaver y John Turturro. La película contó con una banda sonora original de Robbie Robertson.